# Endoterapia vegetal

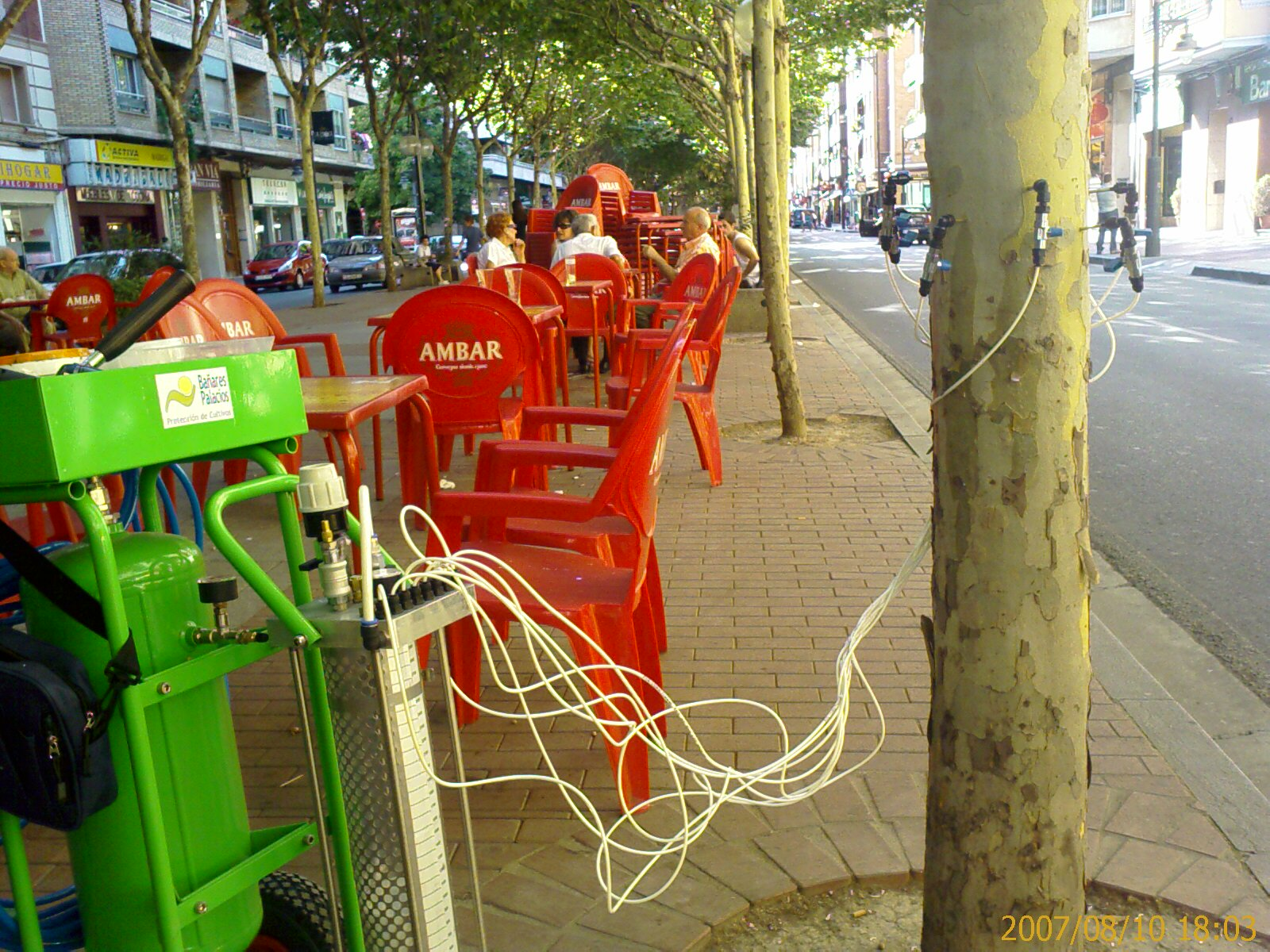
Endoterapia sobre plátano de sombra con ArboProf

La endoterapia vegetal ("Tree Injection" o "Trunk Injections" en inglés), conocida comúnmente como endoterapia, es un método alternativo de tratamiento fitosanitario del arbolado urbano de bajo impacto ambiental. El sistema consiste en la inyección en el tronco de una sustancia nutritiva o fitosanitaria que es traslocada a través del xilema en dirección al ápice de la planta.
La historia de la endoterapia, se remonta al Renacimiento: fue Leonardo da Vinci el que hizo las primeras pruebas con arsénico en los árboles.
Esta tecnología, se comenzó a desarrollar en Estados Unidos en los años 90. De allí pasó a Italia, y desde este país está comenzando a extenderse por Europa.

## Ventajas del sistema
La endoterapia aporta ventajas respecto a los tradicionales tratamientos aéreos, entre las que destacan la ausencia de nebulización o atomización de productos químicos en el ambiente así como su inocuidad para la salud de las personas (ciudadanos y aplicadores). Además se puede focalizar el tratamiento, evitando así los tratamientos indiscriminados.
Con este sistema se pueden tratar tanto plagas como enfermedades criptogámicas con una eficacia prolongada de hasta un año.
Los usos de la endoterapia se extienden a cualquier tipo de árbol con unos tiempos de aplicación que oscilan entre los 30 segundos hasta los 10 minutos, y dependen del tipo de porosidad del xilema de las angiospermas: anular (ej.: acacia, roble) o difusa (ej. castaño de indias, plátano de sombra).

## Métodos endoterápicos
- Por gravedad. Experimentados entre los años 1999 y 2000. Los orificios, de 4 mm de diámetro, se efectúan a una altura de 8-10 dm de la base del árbol, cada 3-4 dm . La presión de inyección es 0,2 bar, y los tiempos de inyección oscilan entre 20 min y 24 h
- Por micropresión. Experimentados entre los años 1998 y 2001. Los orificios, de alrededor de 4 mm de diámetro, en el cuello del árbol, cada 12-15 cm . La presión de inyección es 0,5 bar, y los tiempos de inyección oscilan entre 20 min y 24 h .
- Por presión. Experimentados entre los años 1998 y 2003. Dependiendo de los diferentes sistemas (Arboprof, Technogreen® y Verde Cap) los orificios oscilan entre 3,5 y 6 mm de diámetro y se efectúan a una altura de 8-10 dm de la base del árbol cada 3-4 cm . La presión de inyección oscila entre 2,5 y 8 bar, y los tiempos de inyección entre 3 y 30 min .

## Enlaces de interés
- Diferentes soluciones para endoterapia arbórea.
- Grupo en Facebook con información sobre endoterapia.
- ArborSystems, endoterapia sin taladro
- Inyección al tronco a baja presión
- Endoterapia Vegetal
- Botanicum. Servicios de jardinería
- Seyma Endoterapia Vegetal
- Tecnoendoterapia - Endoterapia vegetal
- Espacio dedicado íntegramente a endoterapia vegetal a baja presión

- Datos: Q12877084
- Multimedia: Endoterapia / Q12877084